# Jovan Skerlić

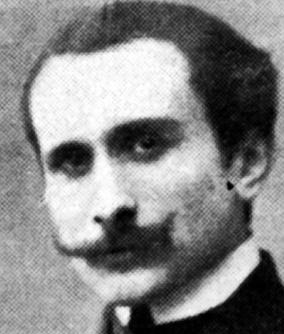
Porträt (undatiert)

Jovan Skerlić (serbokroatisch-kyrillisch Јован Скерлић; * 20. August 1877 in Belgrad; † 15. Mai 1914 ebenda) war ein serbischer Literaturkritiker. Sein Mentor war Bogdan Popović.